# Amaq
Amaq (in arabo: وكالة أعماق الإخبارية, in inglese: Amaq News Agency) è un'agenzia di stampa ed un organo di propaganda delle principali operazioni dello Stato Islamico dell'Iraq e della Siria (ISIS). Pur dichiarandosi un vero e proprio organo di stampa, alcuni esperti contestano la sua indipendenza editoriale: alcuni ritengono che sia soggetta a delle supervisioni da parte dello Stato Islamico, mentre altri credono nella sua piena indipendenza come portavoce delle azioni e degli ideali jihadisti di Daesh. Lo Stato Islamico stesso ha smentito il collegamento tra Amaq e i vari organi di propaganda ufficiali ed alcuni osservatori hanno potuto notare, inoltre, alcune discrepanze di stile e differenze linguistiche tra l'agenzia e gli altri servizi mediatici dell'ISIS come, ad esempio, la rivista Dabiq.
L'agenzia Amaq è comparsa per la prima volta nell'agosto del 2014, durante l'assedio di Kobanê come alternativa ai vari media occidentali che riportavano le notizie dell'operazione, ed è diventata maggiormente conosciuta dopo che ha iniziato a comunicare le varie rivendicazioni di attacchi e attentati terroristici attuati dallo Stato Islamico nei paesi occidentali, la prima delle quali è stata la strage di San Bernardino avvenuta il 2 dicembre 2015 e rivendicata il giorno seguente. Ed inoltre proprio un cameraman, inviato di Amaq, è stato il primo a riportare alcuni filmati di guerra relativi all'offensiva dello Stato Islamico a Palmira.
Secondo Madjid Zerrouky, giornalista del quotidiano Le Monde: "Amaq non è una vera e propria agenzia di stampa in senso tradizionale anche se fa di tutto per darne l'apparenza. È, infatti, uno degli strumenti di propaganda utilizzato dallo Stato Islamico, il quale se ne serve per delle brevi rivendicazioni prima della pubblicazione della dichiarazione ufficiale".
Secondo Wassim Nasr, giornalista di France 24, l'obiettivo è "quello di cercare di influenzare maggiormente l'opinione pubblica quando un'azione condotta dallo Stato Islamico viene finalizzata positivamente. Mentre quando si perde si tende a dare delle false informazioni al fine di preservare la credibilità agli occhi del pubblico".
Nelle sue comunicazioni, scritte sotto la forma di dispacci, viene utilizzato il termine "soldato del califfato" per far riferimento al combattente direttamente collegato con l'azione condotta dallo Stato Islamico. Tutti coloro che, invece, hanno sostenuto delle azioni in nome di Daesh, ma non sono necessariamente affiliati ad esso, vengono solitamente definiti come dei "partigiani" o "simpatizzanti".
Amaq ha, inoltre, lanciato una propria applicazione mobile per smartphone ed ha messo in guardia gli utenti dalle varie versioni non ufficiali dell'applicativo che, come riferito dalla stessa agenzia, sono state utilizzate a scopo di spionaggio fra le file dei simpatizzanti del califfato. A tal proposito, in considerazione del considerevole grado tecnico impiegato e della dimostrata furtività alle comuni soluzioni anti virali, la diffusione di almeno una di tali applicazioni "spia" è stata accostata all'opera di qualche governo occidentale nel tentativo di tracciare e catalogare quante più utenze pro-isis possibile.
L'agenzia si serve anche di un account Telegram, il quale è stato utilizzato anche per rivendicare la strage di Nizza.
Le dichiarazioni dell'agenzia vengono solitamente rilasciate ai media internazionali dal SITE Intelligence Group, che a volte le traduce in inglese.